# Branton (Familienname)
Branton ist ein englischer Familienname. Als Herkunftsname verweist er entweder auf Branton in Northumberland, auf Branton in Yorkshire oder aber auf Braunton in Devon.

## Namensträger
- Leo Branton Jr. (1922–2013), amerikanischer Jurist
- Parey Branton (1918–2011), amerikanischer Politiker